# جاسم عبد الله
جاسم عبد الله ، لاعب كرة قدم إماراتي سابق. لعب مع منتخب الإمارات لكرة القدم.

## كأس الخليج 1976
سجل هدف في مرمى منتخب البحرين لكرة القدم.